# كلير دان
كلير دان (بالإنجليزية: Claire Dan)‏ هي فاعلة خير وممثلة أسترالية، ولدت في 1919، وتوفيت في 22 أكتوبر 2012.